# 남원 실상사 증각대사탑
남원 실상사 증각대사탑(南原 實相寺 證覺大師塔)은 남원시 실상사에 있는, 증각대사 홍척을 기려 만든 승탑이다. 남북국 시대 신라 하대에 만들어졌으며, 대한민국의 보물 제38호로 지정되어 있다.

## 개요
이 부도탑은 통일신라말 홍척스님을 추모하여 세운 것으로, 경내에 함께 있는 그의 제자 수철 스님의 부도탑과 비슷한 형식으로 만들었다. 당나라에 다녀온 홍척스님은 선종을 널리 전파하였으며, 실상사를 처음으로 열었다. 탑 몸체에 새긴 문짝 무늬는 윗부분이 반원형인데, 자물쇠와 문고리까지 세밀하게 새긴 것이 눈길을 끈다. 지붕은 목조탑의 모습을 본 따 정교하게 조각하였으며 탑의 높이는 2.4m이다. 이 탑은 통일신라시대 후반기의 우수한 조각술을 보여주는 훌륭한 작품이다.

## 같이 보기
- 실상사
- 남원 실상사 증각대사탑비

## 참고 자료
- 남원 실상사 증각대사탑 - 국가유산청 국가유산포털